# Feucherolles
Feucherolles és un municipi francès, situat al departament d'Yvelines i a la regió de Illa de França. L'any 2007 tenia 3.015 habitants.
Forma part del cantó de Verneuil-sur-Seine, del districte de Saint-Germain-en-Laye i de la Comunitat de comunes Gally Mauldre.

## Demografia

### Població
El 2007 la població de fet de Feucherolles era de 3.015 persones. Hi havia 1.002 famílies, de les quals 134 eren unipersonals (53 homes vivint sols i 81 dones vivint soles), 309 parelles sense fills, 494 parelles amb fills i 65 famílies monoparentals amb fills.
La població ha evolucionat segons el següent gràfic:
Habitants censats

### Habitatges
El 2007 hi havia 1.085 habitatges, 1.017 eren l'habitatge principal de la família, 31 eren segones residències i 36 estaven desocupats. 1.032 eren cases i 49 eren apartaments. Dels 1.017 habitatges principals, 880 estaven ocupats pels seus propietaris, 108 estaven llogats i ocupats pels llogaters i 29 estaven cedits a títol gratuït; 7 tenien una cambra, 32 en tenien dues, 58 en tenien tres, 138 en tenien quatre i 782 en tenien cinc o més. 867 habitatges disposaven pel capbaix d'una plaça de pàrquing. A 289 habitatges hi havia un automòbil i a 688 n'hi havia dos o més.

### Piràmide de població
La piràmide de població per edats i sexe el 2009 era:
| Homes | Edats   | Dones |
| ----- | ------- | ----- |
| 0     | 95 o +  | 0     |
| 0     | 90 a 94 | 4     |
| 0     | 85 a 89 | 8     |
| 8     | 80 a 84 | 12    |
| 28    | 75 a 79 | 24    |
| 44    | 70 a 74 | 40    |
| 64    | 65 a 69 | 60    |
| 68    | 60 a 64 | 72    |
| 76    | 55 a 59 | 76    |
| 104   | 50 a 54 | 80    |
| 144   | 45 a 49 | 144   |
| 152   | 40 a 44 | 128   |
| 96    | 35 a 39 | 108   |
| 72    | 30 a 34 | 88    |
| 44    | 25 a 29 | 56    |
| 72    | 20 a 24 | 48    |
| 128   | 15 a 19 | 112   |
| 105   | 10 a 14 | 108   |
| 128   | 5 a 9   | 140   |
| 60    | 0 a 4   | 104   |

## Economia
El 2007 la població en edat de treballar era de 1.901 persones, 1.315 eren actives i 586 eren inactives. De les 1.315 persones actives 1.206 estaven ocupades (674 homes i 532 dones) i 108 estaven aturades (46 homes i 62 dones). De les 586 persones inactives 115 estaven jubilades, 284 estaven estudiant i 187 estaven classificades com a «altres inactius».

### Ingressos
El 2009 a Feucherolles hi havia 1.010 unitats fiscals que integraven 3.116 persones, la mediana anual d'ingressos fiscals per persona era de 37.395 €.

### Activitats econòmiques
Dels 208 establiments que hi havia el 2007, 1 era d'una empresa extractiva, 1 d'una empresa alimentària, 1 d'una empresa de fabricació de material elèctric, 8 d'empreses de fabricació d'altres productes industrials, 9 d'empreses de construcció, 42 d'empreses de comerç i reparació d'automòbils, 7 d'empreses de transport, 10 d'empreses d'hostatgeria i restauració, 16 d'empreses d'informació i comunicació, 11 d'empreses financeres, 12 d'empreses immobiliàries, 58 d'empreses de serveis, 22 d'entitats de l'administració pública i 10 d'empreses classificades com a «altres activitats de serveis».
Dels 27 establiments de servei als particulars que hi havia el 2009, 1 era una oficina de correu, 1 una oficina bancària, 2 tallers de reparació d'automòbils i de material agrícola, 2 paletes, 1 fusteria, 2 electricistes, 2 perruqueries, 7 restaurants, 8 agències immobiliàries i 1 saló de bellesa.
Dels 6 establiments comercials que hi havia el 2009, 1 era una botiga de menys de 120 m², 1 una fleca, 1 una botiga de roba, 1 una botiga de mobles i 2 floristeries.
L'any 2000 a Feucherolles hi havia 12 explotacions agrícoles que ocupaven un total de 344 hectàrees.

## Equipaments sanitaris i escolars
L'únic equipament sanitari que hi havia el 2009 era una farmàcia.
El 2009 hi havia 2 escoles maternals i 2 escoles elementals. Feucherolles disposava d'un col·legi d'educació secundària amb 700 alumnes.

## Poblacions més properes
El següent diagrama mostra les poblacions més properes.